# Municipalità locale di Ezinqoleni
La municipalità locale di Ezinqoleni (in inglese Ezinqoleni Local Municipality) è stata una municipalità locale del Sudafrica appartenente alla municipalità distrettuale di Ugu, nella provincia di KwaZulu-Natal. In base al censimento del 2001 la sua popolazione era di 54.426 abitanti.
È stata soppressa nel 2016, quando si è fusa con la municipalità locale di Hibiscus Coast per costituire la municipalità locale di Ray Nkonyeni.
La sede amministrativa e legislativa era la città di Izingolweni e il suo territorio si estendeva su una superficie di 648 km² ed era suddiviso in 5 circoscrizioni elettorali (wards). Il suo codice di distretto era KZN215.

## Geografia fisica

### Confini
La municipalità locale di Ezinqoleni confinava a nord con quella di Umzumbe, a est con quella di Hibiscus, a sud con quella di Mbizana (Oliver Tambo/Provincia del Capo Orientale) e a ovest con quella di uMuziwabantu.

### Città e comuni
- Izingolweni
- Mthimude
- Nqabeni
- Oribi Gorge Nature Reserve
- Paddock
- Plains
- Qinisela Manyuswa
- Vuxuzithathe

### Fiumi
- Mzimkhulu
- Mzimkulwana